# Марциново (Нижньосілезьке воєводство)
Марциново (пол. Marcinowo) — село в Польщі, у гміні Тшебниця Тшебницького повіту Нижньосілезького воєводства.
Населення — 281 особа (2011).
У 1975—1998 роках село належало до Вроцлавського воєводства.

## Демографія
Демографічна структура станом на 31 березня 2011 року:
|          | Загалом | Допрацездатний вік | Працездатний вік | Постпрацездатний вік |
| -------- | ------- | ------------------ | ---------------- | -------------------- |
| Чоловіки | 139     | 32                 | 96               | 11                   |
| Жінки    | 142     | 38                 | 75               | 29                   |
| Разом    | 281     | 70                 | 171              | 40                   |